# Universidad de Téramo
La Universidad de Teramo (Università degli Studi di Teramo) es una universidad estatal italiana fundada en 1993 en la ciudad de Teramo en Italia.  Encargada de la enseñanza de estudios superiores en varios campus distribuidos por tres ciudades de Abruzos: Teramo, Avezzano y Mosciano Sant'Angelo.

## Historia
La universidad nació cuando las facultades de veterinaria, derecho y ciencias políticas situadas en Teramo desde hace muchísimo tiempo, se separaron de la Universidad Gabriele D’Annunzio a la que pertenecían, para crear una nueva institución completamente autónoma.
El ateneo ha crecido sobremanera en la última década y hoy en día se va afianzando cada vez más como un estimado ateneo italiano y una segura referencia del centro y del sur de Italia. Actualmente cuenta con 5 facultades, 24 carreras, 35 máster, 6 escuelas de postgrado y 10 departamentos. 
El campus de Coste Sant’Agostino (en el barrio Colleparco), con 50.000 metros cuadrados de superficie total, aloja la Facultad de Derecho, Ciencias políticas y Ciencias de la comunicación. Está en obras el polo científico, donde se mudarán la Facultad de Medicina Veterinaria y la facultad de Agricultura: un establecimiento que, con una superficie de 100.000 metros cuadrados, alojará también el hospital veterinario y la perrera sanitaria. Dos realidades, el Campus y el Polo, símbolo de las dos almas del ateneo: la jurídico-político-comunicativa y la agro-bio-veterinaria, que representan los dos centros de excelencia de la Universidad de Teramo, que además es la única en Italia que posee una radio comunitaria (transmite en Abruzos y en las Marcas). 
El curso de especialización en “Management dello sport e delle imprese sportive” (cuyo presidente es el famoso periodista deportivo italiano Italo Cucci) es el único en Europa, y por eso incluye alumnos de cada parte de Italia y afirmados deportistas profesionales entre sus estudiantes.
El ateneo es además activo protagonista de una vivaz política de internacionalización en la que participan cada vez más estudiantes extranjeros en sus cursos por medio de numerosas becas internacionales. Lamentablemente aún está en obras la “casa dello studente”, una residencia junto a la universidad que prevé la presencia de muchas habitaciones destinadas a los estudiantes.

## Facultades
- Facultad de Agricultura
- Facultad de Ciencias de la comunicación
- Facultad de Derecho
- Facultad de Ciencias Políticas
- Facultad de Medicina Veterinaria

- Datos: Q2303527
- Multimedia: University of Teramo / Q2303527